# Cecilia Danesi
Cecilia Celeste Danesi (o Cecilia Danesi) (nacida el 3 de marzo de 1987 en la Ciudad de Buenos Aires, Argentina) es divulgadora, escritora, académica y abogada en el área de la tecnología, innovación, igualdad de género y los derechos. Se especializa en la ética de la inteligencia artificial y en el desarrollo tecnológico inclusivo y respetuoso de los Derechos Humanos. Asesora a Gobiernos y empresas en la construcción de leyes y guías en materia de tecnología, inteligencia artificial, inclusión, género, metaverso, protección de datos, diversidad, consumidor, educación, entre otras áreas.  
En el 2018 abrió la primera asignatura en la Facultad de Derecho de la Universidad de Buenos Aires en "Inteligencia Artificial y Derecho". Dirige el Departamento de Inteligencia Artificial de la Unión de Empleados y Empleadas de la Justicia de la Nación. En octubre de 2022 publicó su último libro de divulgación "El imperio de los algoritmos" (Ed. Galerna) que deja al descubierto el impacto que tiene de la inteligencia artificial en la vida de las personas y especialmente, cómo afecta a los Derechos Humanos y a la igualdad de género. Fue nombrada embajadora del Women Economic Forum Argentina y Country Chair AI (Artificial Intelligence) & Data en G100 (GLOBAL WOMEN LEADERS).     

## Trayectoria
Cecilia Danesi se recibió de abogada en 2013 en la Facultad de Derecho de la Universidad de Buenos Aires y se desempeñó por más de 14 años en el Poder Judicial de la Nación Argentina. Se graduó en el Programa de Formación de Aspirantes a Magistrados/as (PROFAMAG) de la Escuela Judicial del Consejo de la Magistratura de la Nación, en la Carrera Docente de la Universidad de Buenos Aires y, en el curso de especialización en Contratos y Daños de la Universidad de Salamanca. En 2016 ganó una beca de Fundación Carolina para realizar el máster en Derecho de Daños en la Universidad de Girona e hizo su tesina en responsabilidad civil por el uso de sistemas de inteligencia artificial. Años más tarde ganó una beca de investigación en un concurso público para realizar el doctorado en Derecho del Consumidor en un cotítulo de la Universidad de Perugia y la Universidad de Salamanca; su tesis se basa en el impacto de la inteligencia artificial en el Derecho del Consumo. 
Es investigadora en el grupo "EU & Ethics Governance of the Artificial Intelligence" de la Universidad Pontificia de Salamanca, coordinadora en el ENTED (Exploratorio de Nuevas Tecnologías, Educación y Derecho) y en el IALAB (Laboratorio de Innovación e Inteligencia Artificial) de la Universidad de Buenos Aires, es docente de la asignatura "Inteligencia Artificial y Derecho" de la Facultad de Derecho Universidad de Buenos Aires (UBA), en la Universidad Pontificia Bolivariana, entre otras universidades. Codirige el posgrado "Diversidad e Innovación" en la Universidad de San Andres, el posgrado de "Inteligencia Artificial y Derecho" y de "Metaverso y Gaming" del IALAB UBA y el Master en Gobernanza Ética de la Inteligencia Artificial en la Universidad Pontificia Bolivariana. 
Es autora de los libros "Accidentes de Tránsito" (Ed. Hammurabi) y "El imperio de los algoritmos" (Ed. Galerna, con presentaciones en distintas partes del mundo " y de varios artículos doctrinarios. Dirige la revista "Inteligencia Artificial, Tecnologías Emergentes y Derecho: reflexiones interdisciplinarias" (Ed. Hammurabi). 
Dio conferencias en distintas partes del mundo, entre ellas la charla TEDx "De Robotina a Sofia: el dilema de la inteligencia artificial"), en la Primera Cumbre Latinoamericana de Inteligencia Artificial en el Instituto Tecnológico de Massachusetts (MIT), entre otras.  Fundó la Asociación Civil TecnÉtica y es embajadora del Women Economic Forum Argentina.

## Distinciones
- Premio de Derecho Privado Castán Tobeñas de la Academia Aragonesa de Jurisprudencia y Legislación.
- Becaria Fundación Carolina (2016).[22]
- Embajadora Women Economic Forum (2022).[23]